# Daniel Hansson
Klas-Göran Daniel Hansson, född 23 mars 1977 i Kungälv, död 27 mars 2018 i Grästorp, var en svensk nynazist som 1996 dömdes till åtta års fängelse för mordet på John Hron 1995.

## Biografi
Hansson växte upp i Kode och visade tidigt tecken på aggressivitet och svårigheter att anpassa sig i skolan. I tredje klass misshandlade han en skolkamrat, och genomgick under mellanstadiet en läkarundersökning på grund av sin aggressivitet och sina skrivproblem. Han lämnade skolan vid 14 års ålder efter sjunde klass.
Vid denna tid fanns flera engagerade unga nazister i Kungälv som spred propaganda med flygblad, tidningar och möten, och en grupp bildades kring Hansson som distribuerade vit makt-musik, romantiserade det militära och brukade ta tältet och åka ut i fält. Han blev 1994–1995 straffad två gånger för olaga vapeninnehav och omhändertagen tre gånger för fylleri. Han använde ofta alkohol, och blev i samband med detta lätt okontrollerad och aggressiv.
Vid tidpunkten för mordet på John Hron var Hansson kraftigt berusad och sade sig ha fragmentariska minnesbilder av händelseförloppet. Han åtalades för mord och genomgick en rättspsykiatrisk utredning som påvisade att han hade grava alkoholproblem, och att både det aktuella och tidigare begångna brott var alkoholrelaterade. Utredningen nämnde också en bristande förmåga till empati. Han dömdes i tingsrätten till sex års fängelse för mord, ett straff som hovrätten i juni 1996 skärpte till åtta års fängelse.
Under fängelsetiden blev Hansson 1996 en av grundarna av Ariska brödraskapet, en organisation för personer som begått "ett nationellt sinnat brott". År 1999 uppgavs han under sin tid i fängelse medverka i den nynazistiska tidningen Info-14, men uttryckte år 2000 att han inte längre var speciellt aktiv.
Hansson frigavs villkorligt år 2000 och höll sig inledningsvis nykter, men kom senare att dricka och begå ett våldsbrott som gav honom ett års fängelse. Han berättade 2009 att han efter detta nya fängelsestraff sökte läkarhjälp och fick disulfiram som stöd för att hålla sig nykter.
Hansson avled den 27 mars 2018 i Grästorp, vid en ålder av 41 år.